# Mundial 2010 (historieta)
Mundial 2010 es una de las historietas creadas por Francisco Ibáñez protagonizadas por Mortadelo y Filemón. Continua su tendencia de dedicar un álbum a cada uno de los mundiales de fútbol, iniciada por Mundial 78.

## Sinopsis
En esta aventura el Súper llama a Mortadelo y Filemón, que como es natural, huyen, esta vez corriendo por la fachada del edificio de la T. I. A., pero el agente Lamecúlez les corta la huida. Ya en el despacho del Súper este les explica que su misión será la de atrapar a alguien que, según sospechan, intentará sobornar a los árbitros de fútbol en los partidos del Mundial 2010. Para ello irán camuflados como jugadores de la selección española de fútbol. 
El súper llama al entrenador para comunicarle la noticia, lo que provoca la inmediata 
dimisión del técnico. Designan uno nuevo, que tras conocer la misma noticia huye corriendo 
hasta las estepas siberianas. Se designa a otro entrenador, esta vez es 
Vicente del Bosque, que acepta llevar a Mortadelo y Filemón al Mundial después de que el 
agente Verdugíllez le apuntara al cráneo con un cañón de 200 mm. Sin 
embargo, no acepta llevarles en el autobús, y han de andar por el desierto hasta Sudáfrica. 
Al filo de morir de sed, Mortadelo extrae agua de un cactus gracias a un grifo que había en su tallo. Después arreglaron el tormento del hambre gracias a un restaurante que conocía Mortadelo. Filemón, maravillado, supone que Mortadelo también conocerá a alguien que les ofrezca una manta y una hoguera. Mortadelo dice que no, pero que sí conoce un hotel. Pasan allí la noche. Después, Mortadelo provoca una tormenta con su disfraz de meteorólogo para solucionar el calor del sol. 
Llegan a la selva, donde ven al autobús de la selección española de fútbol. Estos aceleran, pero Mortadelo y Filemón logran que les acepten (aunque en realidad sea porque el súper les ofrecerá una medalla si les aguantan) Tras la ceremonia inaugural Mortadelo y Filemón se ponen a buscar al sobornador. Hay varias veces que encuentran a alguien sospechoso, pero siempre se equivocan, provocando la ira de Vicente del Bosque. Al final todo se arregla, puesto que el sobornador era Manuel Fraga, aunque no tenía intención de sobornar al árbitro, sino de presentar una candidatura para el "Moral 2010".